# Ferrari Dino 268SP

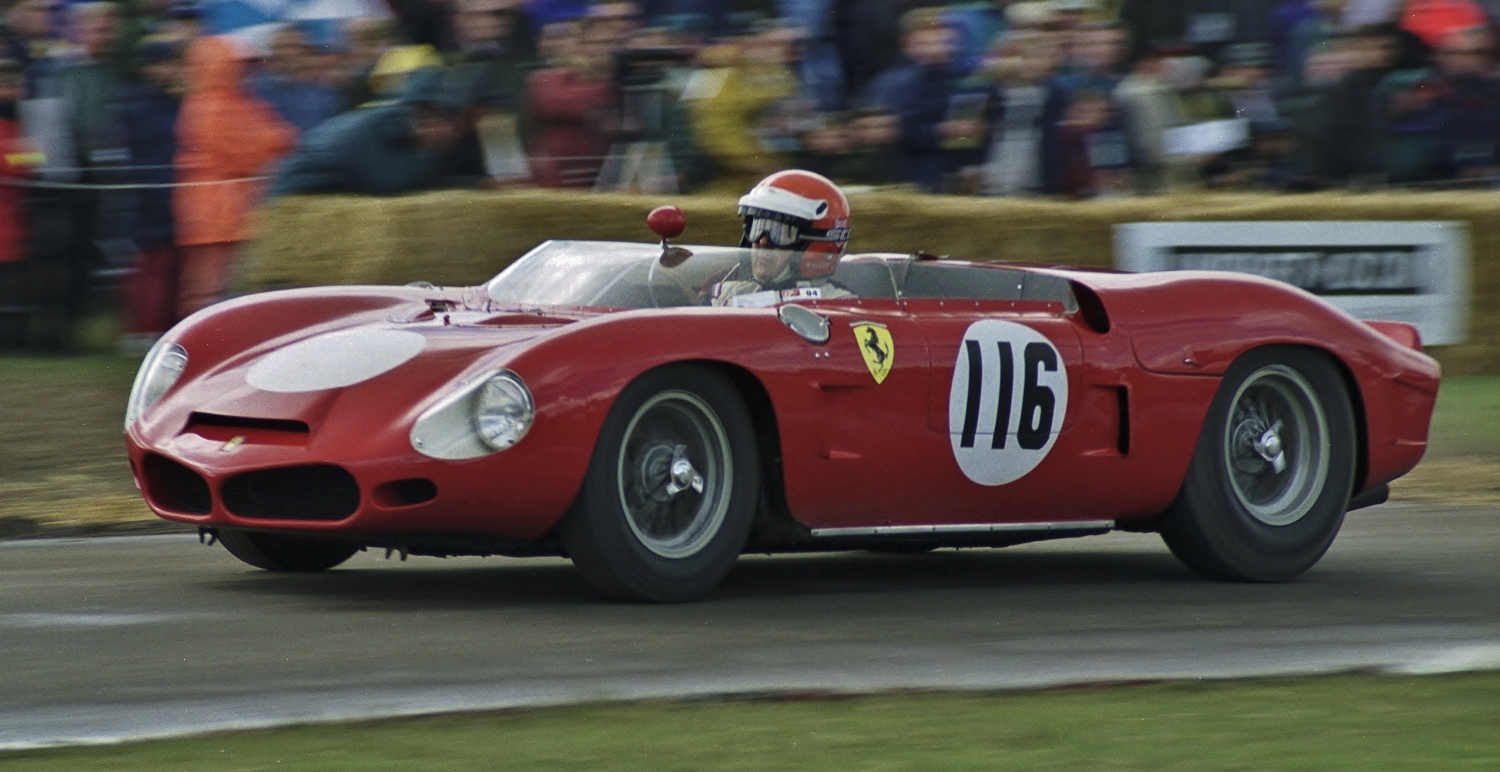
Ferrari Dino 268SP

Der Ferrari Dino 268SP war ein Rennsportwagen, den die Techniker der Scuderia Ferrari 1962 für Sportwagenrennen entwickelten.

## Entwicklungsgeschichte und Technik
Der Ferrari Dino 268SP gehörte neben den Ferrari-Dino-Modellen 196SP, 248SP und 286SP zu jenen Sportwagen, die wie der Dino 246SP einen Mittelmotor hatten. Die Bezeichnung der Wagen bezieht sich auf den Motorhubraum und die Zylinderanzahl. Beim 196S bedeutet das zum Beispiel einen 1,9-Liter-Motor mit sechs Zylindern, der wie fast alle Ferrari-Rennmotoren in V-Form konstruiert war. Analog dazu ist das beim 268SP ein 2,6-Liter-V8-Motor. Deshalb wird der 268SP oft als „großer falscher Dino“ bezeichnet, da dieser als Einziger der Dino-Reihe außer dem 248SP keinen Sechszylindermotor hatte.
Der Motor wurde von Carlo Chiti für den 248SP entwickelt; Hubraum und Leistung durch Verlängern des Hubs von 66 auf 71 mm erhöht. Mit einer Verdichtung von 9,8 : 1 und vier Weber-Doppelvergasern leistete er 265 PS (195 kW) bei 7000/min und war vor der Hinterachse längs eingebaut. Motorblock und Zylinderköpfe waren aus Leichtmetall. Das Getriebe hatte fünf Gänge. Die Räder waren einzeln an Doppelquerlenkern aufgehängt und mit Schraubenfedern und Teleskopstoßdämpfern versehen. An der Vorderachse war ein Stabilisator eingebaut. Alle Räder hatten Scheibenbremsen. Gelenkt wurde über Ritzel und Zahnstange. Der Wagen hatte einen Stahlrohrrahmen und eine zweisitzige Spider-Karosserie. Er war 4060 mm lang und 650 kg schwer.

## Name und Typen-Bezeichnung
Die Bezeichnung „Dino“ geht auf Enzo Ferraris 1956 früh verstorbenem Sohn Alfredo zurück und stellt eine Kurzversion des Kosenamens Alfredino dar. Der von ihm konzipierte V6-Motor wurde in den späten 1950er-Jahren in Rennwagen der Formel 1 und der Formel 2 und ab den späten 1960er-Jahren in Seriensportwagen eingesetzt. Die Typenbezeichnung „268“ folgt der damaligen Nomenklatur von Ferrari: die ersten beiden Zahlen beziehen sich auf den gerundeten Gesamt-Hubraum, die letzte Ziffer gibt die Zylinderzahl an. Die Suffix „SP“ steht für die Renn-Klasse „Sport-Prototype“, wahlweise auch „Super Production“. Werksintern wurden diese Fahrzeuge als „PROVA“ etikettiert.

## Renngeschichte
Nach einer Meldung für die Targa Florio 1962, die wieder zurückgezogen wurde, gab das Rennmodell (Fahrgestell 806) das Debüt beim 1000-km-Rennen am Nürburgring 1962; am Steuer die beiden mexikanischen Rodríguez-Brüder Pedro und Ricardo. Im Regen verlor Pedro in der fünften Runde die Herrschaft über den Wagen und schied aus.
1962 fuhren Giancarlo Baghetti und Ludovico Scarfiotti Fahrgestell 0798. Nach 230 gefahrenen Runden endete die Fahrt vorzeitig durch Kupplungsschaden. Nach einem achten Rang von Lorenzo Bandini bei der Nassau Trophy wurde Fahrgestell 0798 an das North American Racing Team von Luigi Chinetti verkauft. In den USA wurde der Wagen bis 1966 eingesetzt; Tom O’Brien kam damit 1964 zu drei Siegen in der US-amerikanischen Sportwagen-Meisterschaft.

## Technische Daten
| Kenngrößen              | Ferrari Dino 268 Sp, Fg.-Nr. 0798                                         |
| ----------------------- | ------------------------------------------------------------------------- |
| Motor                   | Ferrari-V- 8-Zylinder, 90°, Mittelmotor (längs hinter dem Fahrer)         |
| Hubraum (Bohrung × Hub) | 2645 cm³ (77 × 71 mm)                                                     |
| Vergaser                | 4 Weber 40 IF2/C                                                          |
| Leistung                | 260 PS (ca. 190 kW) bei 7500/min                                          |
| Kraftübertragung        | 5-Gang-Getriebe, nicht synchronisiert                                     |
| Chassis                 | verschweißter Rohrrahmen                                                  |
| Radaufhängungen         | doppelte Querlenker, oben und unten unterschiedlich lang, Schraubenfedern |
| Bremse                  | Scheibenbremsen vorn und hinten                                           |
| Radstand                | 2320 mm                                                                   |
| Länge × Breite × Höhe   | 3828 × 1582 × 1022 mm                                                     |
| Trockengewicht          | ca. 870 kg                                                                |
| Höchstgeschwindigkeit   | 290 km/h                                                                  |